# District de Purbi Singhbhum
Le district de Purbi Singhbhum ou district de Singhbhum Est (hindi : पूर्वी सिंहभूम जिला)  est un district  de l'état du Jharkhand  en Inde.

## Géographie
Au recensement de 2011, sa population compte 2 293 919 habitants pour une superficie de 3 562 km2.
Son chef-lieu est la ville de Jamshedpur. 
Plus de 50 % du district est formé de montagnes et couvert d'épaisses forêts où les animaux sauvages se déplacent librement.

## Histoire
Créé le 16 janvier 1990, Singhbhum signifie la terre des lions.
Le district fait partie du Corridor rouge.